# Idrissa Ouédraogo
Idrissa Ouedraogo (Banfora, 21 gennaio 1954 – Ouagadougou, 18 febbraio 2018) è stato un regista burkinabé e uno dei più importanti esponenti del cinema africano.

## Biografia
Idrissa Ouedraogo si è formato presso l'Institut Africain d'Etudes Cinématographiques di Ouagadougou. Nel 1981 ha intrapreso un percorso impegnativo per diventare regista e ha realizzato molti cortometraggi. In particolare, il video Poko è stato premiato al Fespaco. Dopo essersi specializzato a Kiev, Idrissa si è diplomato presso il prestigioso Institut des hautes études cinématographiques (IDHEC) di Parigi nel 1985. Tra i vari riconoscimenti che questo notevole autore del cinema africano ha ricevuto durante la sua carriera, spicca indubbiamente il Premio speciale della Giuria del Festival di Cannes per Tilaï del 1990 e l'Orso d'Argento al Festival di Berlino del 1993 per Samba Traoré.

## Filmografia

### Cinema

#### Cortometraggi
- Poko (1981)
- Les Écuelles (1983)
- Les Funérailles du Larle Naba (1984)
- Ouagadougou, Ouaga deux roues (1985)
- Issa le tisserand - documentario (1985)
- Tenga (1986)
- Gorki (1994)
- Le guerrier (1997)
- Les parias du cinéma (1997)
- Scenarios from the Sahel (2001)
- The Birthday (2008)

#### Lungometraggi
- La scelta (Yam Daabo) (1987)
- Nonna (Yaaba) (1989)
- Tilaï (1990)
- Obi (1991)
- Samba Traoré (1992)
- Le cri du coeur (1994)
- Afrique, mon Afrique... (1995)
- Idrissa Ouedraogo/Burkina Faso episodio del film Lumière et compagnie - documentario (1995)
- Kini & Adams (1997)
- Burkina Faso, episodio del film 11 settembre 2001 (2002)
- La colère des dieux (2003)
- Kato Kato (2006)
- La Mangue, episodio del film Stories on Human Rights (2008)

### Televisione
- Karim et Sala - film TV (1991)
- Entre l'arbre et l'écorce - film TV (1999)
- Kadi Jolie - serie TV (2001)
- Rien ne se jette - documentario TV (2010)